# Meierhof (Gemeinde Bernhardsthal)
Der heute Meierhof genannte, ehemalige Bernhardsthaler Hof ist ein Gutshof südöstlich von Bernhardsthal in Niederösterreich.
Der ehemalige Wirtschaftshof, in dem überwiegend Schafzucht betrieben wurde, gehörte zur Herrschaft Rabensburg.